# ピート・ルゴロ
ピート・ルゴロ（Pete Rugolo、1915年12月25日 - 2011年10月16日）は、アメリカのジャズ作曲家、編曲家、音楽プロデューサー。

## 略歴

### 生涯とキャリア
ルゴロはシチリア島のサン・ピエーロ・パッティで生まれた。彼の家族は、1920年にアメリカに移住し、カリフォルニア州サンタローザに定住した。父親と同じようにバリトン・ホルンの演奏で音楽のキャリアを始めたが、すぐに他の楽器、特にフレンチ・ホルンとピアノにも手を広げた。サンフランシスコ州立大学で学士号を取得し、その後、カリフォルニア州オークランドのミルズ大学でダリウス・ミヨーに作曲を学び、修士号を取得した。
卒業後、ギタリストでバンドリーダーのジョニー・リチャーズに編曲家兼作曲家として雇われた。第二次世界大戦中には、アメリカ陸軍の軍楽隊でアルト奏者のポール・デスモンドと演奏して過ごした。戦後、ルゴロはスタン・ケントンの下で働いた。彼とソングライターのジョー・グリーンは、ケントンのバンドをアメリカで最も人気のあるバンドの一つにした曲の数々を共同で制作した。
ルゴロは1950年代にもケントンと時折仕事を続けたが、ポップスやジャズのボーカリスト向けのアレンジの作成に多くの時間を費やし、特に元ケントン楽団の歌手ジューン・クリスティと『サムシング・クール』『ザ・ミスティ・ミス・クリスティ』『フェア・アンド・ウォーマー』『ゴーン・フォー・ザ・デイ』『ザ・ソング・イズ・ジューン!』などのアルバムで協力した。
この期間中、彼はメトロ・ゴールドウィン・メイヤーでミュージカル映画に取り組み、1950年代後半にはマーキュリー・レコードのA&Rディレクターを務めた。彼のアルバムには、『Adventures in Rhythm』『Introducing Pete Rugolo』『Rugolomania』『An Adventure in Sound: Reeds in Hi-Fi』『Music for Hi-Fi Bugs』などがある。アルバム『フォー・フレッシュメン&5トロンボーンズ』におけるルゴロの編曲により、フォー・フレッシュメンはジャズ界で認知されるようになった。それは彼らのベストセラー・アルバムとなった。

### テレビと映画のスコア
1960年代と1970年代、ルゴロはテレビで多くの仕事をし、『ビーバーちゃん』『スリラー』『クライム13』『影なき男』『チェックメイト』『逃亡者』『ポール・ブライアン』『特捜刑事サム』『The Bold Ones: The Lawyers』『西部二人組』『Family』などの数多くのシリーズに音楽を提供した。
『霧の夜の戦慄』(1959年)、『甘い暴走』(1968年)、『パーキング・ボーイズ』(1981年)、『Chu Chu and the Philly Flash』(1981年) など、数多くのテレビ映画やいくつかの劇場映画にも音楽を提供している。
1962年、人気テレビシリーズのテーマを集めたアルバム『TV's Top Themes』をリリースしたが、これには1961年のCBSのシットコム『Ichabod and Me』のために作曲した曲が収録されていた。ルゴロの小さなコンボによるジャズ音楽が、フランク・ゴーシンの「ダイレクティック・ジャズ・バンド」の華やいだ演奏により、映画『ボーイハント』（1960年）のいくつかの曲でフィーチャーされた。

### その死
ルゴロは、2011年10月16日、カリフォルニア州シャーマン・オークスにて95歳で死去した。

## ディスコグラフィ

### リーダー・アルバム
- Introducing Pete Rugolo (1954年、Columbia)
- Adventures in Rhythm (1955年、Columbia)
- Rugolomania (1955年、Columbia)
- Music for Hi-Fi Bugs (1956年、EmArcy)
- Out on a Limb (1956年、EmArcy)
- New Sounds by Pete Rugolo (1957年、Harmony)
- An Adventure in Sound: Reeds in Hi-Fi (1958年、Mercury)
- Percussion at Work (1958年、Mercury)
- 『ルゴロ・プレイズ・ケントン』 - Rugolo Plays Kenton (1958年、EmArcy)
- The Music from Richard Diamond (1959年、EmArcy)
- 『ビハインド・ブリジッド・バルドー』 - Behind Brigitte Bardot (1960年、Warner Bros.)
- 10 Trombones Like 2 Pianos (1960年、Mercury)
- 『スリラー』 - The Original Music of Thriller (1961年、Time)
- Ten Trumpets and 2 Guitars (1961年、Mercury)
- 『サックスとベースの饗宴』 - 10 Saxophones and 2 Basses (1961年、Mercury)
- TV's Top Themes (1962年、Mercury)

### 指揮者、編曲家として参加
ナット・キング・コール
- "Lush Life" (1949年、Capitol) ※シングル
- 'The Nat King Cole Trio Vol. 4 (1949年、Capitol)
- "Frosty the Snowman" (1950年、Capitol) ※シングル
- 『10thアニバーサリー』 - 10th Anniversary Album (1955年、Capitol) ※1948年–1953年録音
- The Nat King Cole Story (1961年、Capitol)

ジューン・クリスティ
- 『サムシング・クール』 - Something Cool (1955年、Capitol)
- 『ザ・ミスティ・ミス・クリスティ』 - The Misty Miss Christy (1956年、Capitol)
- 『フェア・アンド・ウォーマー』 - Fair and Warmer! (1957年、Capitol)
- 『ゴーン・フォー・ザ・デイ』 - Gone for the Day (1957年、Capitol)
- 『これぞクリスティ!!』 - This Is June Christy! (1958年、Capitol)
- 『ザ・ソング・イズ・ジューン!』 - The Song Is June! (1958年、Capitol)
- 『ジューン・クリスティ・リコールズ・ゾーズ・ケントン・デイズ』 - Recalls Those Kenton Days (1959年、Capitol)
- Off-Beat (1960年、Capitol)
- 『ジス・タイム・オブ・イヤー』 - This Time of Year (1961年、Capitol)

ロバート・クラリー
- Gigi (1958年、Mercury)

バディ・コレット
- Buddy Collette's Swinging Shepherds (1958年、EmArcy)
- At the Cinema! (1959年、Mercury)

ザ・ダイアモンズ
- The Diamonds Meet Pete Rugolo (1958年、Mercury)

ヴァーノン・デューク
- Time Remembered (1957年、Mercury)

ビリー・エクスタイン
- 『イマジネイション』 - Billy Eckstine's Imagination (1958年、EmArcy)

フォー・フレッシュメン
- 『フォー・フレッシュメン&5トロンボーンズ』 - Four Freshmen and 5 Trombones (1955年、Capitol)
- 『フォー・フレッシュメン&5サクシーズ』 - Four Freshmen and Five Saxes (1957年、Capitol)
- 『フォア・フレッシュメン・ラテン・ヒット』 - Voices in Latin (1957年、Capitol)
- Voices and Brass (1960年、Capitol)
- 『モア・フォア・フレッシュメンと5トロンボーンズ』 - More 4 Freshmen and 5 Trombones (1964年、Capitol)

ポール・ホーン
- House of Horn (1957年、Dot)

スタン・ケントン
- Artistry in Rhythm (1946年、Capitol)
- Encores (1947年、Capitol)
- A Presentation of Progressive Jazz (1947年、Capitol)
- Stan Kenton's Milestones (1950年、Capitol) ※1943年–1947年録音
- Stan Kenton Classics (1952年、Capitol) ※1944年–1947年録音
- Popular Favorites by Stan Kenton (1953年、Capitol)
- Kenton in Hi-Fi (1956年、Capitol)
- Lush Interlude (1958年、Capitol)
- Artistry in Voices and Brass (1963年、Capitol)

ルース・オレイ
- 『オレイ!』 - Olay! The New Sound of Ruth Olay (1959年、Mercury)

パティ・ペイジ
- 『パティ・ペイジ・イン・ザ・ランド・オブ・ハイファイ』 - In the Land of Hi-Fi (1956年、Mercury)
- The East Side (1957年、Mercury)
- The West Side (1959年、Mercury)

### 映画およびテレビ・スコア
- The Strip (1951年)
- The Stranger (1954年)
- 『ビーバーちゃん』 - Leave It to Beaver (1957年–1963年)
- 『影なき男』 - The Thin Man (1958年–1959年)
- 『霧の夜の戦慄』 - Jack the Ripper (1959年)
- 『名探偵ダイヤモンド』 - Richard Diamond, Private Detective (1959年)
- Private Property (1960年)
- 『ボーイハント』 - Where the Boys Are (1960年)
- 『恋の手ほどき教えまショー』 - The Tab Hunter Show (1960年–1961年)
- 『スリラー』 - Thriller (1960年–1961年)
- 『パパ大好き』 - My Three Sons (1961年)
- General Electric Theater (1961年)
- Ichabod and Me (1961年)
- 『クライム13』 - The Investigators (1961年)
- 『チェックメイト』 - Checkmate (1961年–1962年)
- 『アンタッチャブル』 - The Untouchables (1962年)
- 『87分署』 - 87th Precinct (1962年)
- 『ヒッチコック劇場』 - The Alfred Hitchcock Hour (1962年–1963年)
- 『事件と裁判』 - Arrest and Trial (1963年)
- 『バージニアン』 - The Virginian (1963年)
- The Richard Boone Show (1963年)
- 『逃亡者』 - The Fugitive (1963年–1967年)
- A French Honeymoon (1964年)
- 『てんてこデパート』 - Many Happy Returns (1964年–1965年)
- Kraft Suspense Theatre (1964年–1965年)
- Two's Company (1965年)
- 『ポール・ブライアン』 - Run for Your Life (1965年–1968年)
- 『ブルーライト作戦』 - Blue Light (1966年)
- Horatio Alger Jones (1966年)
- 『特捜刑事サム』 - Felony Squad (1966年–1969年)
- Off to See the Wizard (1967年)
- Vacation Playhouse (1967年)
- 『宇宙家族ロビンソン』 - Lost in Space (1968年)
- 『甘い暴走』 - The Sweet Ride (1968年)
- 『はみだし野郎/アウトサイダー』 - The Outsider (1968年)
- 『偽装!? 自家用機遭難』 - The Sound of Anger (1968年)
- The Whole World Is Watching (1969年)
- 『殺人者の影を追え』 - The Lonely Profession (1969年)
- 『殺人スピードレース』 - Drive Hard, Drive Fast (1969年)
- The Bold Ones: The Lawyers (1969年–1972年)
- The Young Country (1970年)
- 『チャレンジャー』 - The Challengers (1970年)
- Don Knotts' Nice Clean, Decent, Wholesome Hour (1970年)
- 『西部二人組』 - Alias Smith and Jones (1971年–1972年)
- 『ジェット機奪回指令』 - How to Steal an Airplane (1971年)
- The Death of Me Yet (1971年)
- 『保安官補サム・ヒル』 - Who Killed the Mysterious Mr. Foster? (1971年)
- 『遺産相続人』 - Do You Take This Stranger? (1971年)
- Sanford and Son (1972年)
- 『ハワイ5-0』 - Hawaii Five-O (1972年)
- Cool Million (1972年)
- 『命がけの青春/ザ・ルーキーズ』 - The Rookies (1972年 & 1974年)
- 『シシリアン・コネクション』 - Toma (1973年)
- The Letters (1973年)
- Set This Town on Fire (1973年)
- Letters from Three Lovers (1973年)
- 『爆走トラック16トン』 - Movin' On (1974年)
- 『女刑事ペパー』 - Police Woman (1974年)
- The Story of Pretty Boy Floyd (1974年)
- 『死の航海』 - Death Cruise (1974年)
- 『脱走の谷/恐怖の人妻誘拐』 - Death Stalk (1975年)
- Last Hours Before Morning (1975年)
- 『ロス警察25時』 - The Blue Knight (1975年)
- 『マッシュ』 - M*A*S*H (1975年) ※エピソード「Welcome to Korea」
- 『透明人間』 - The Invisible Man (1975年)
- 『フォックストロット』 - Foxtrot (1976年) ※別名『The Far Side of Paradise』
- Jigsaw John (1976年)
- Family (1976年-1979年)
- The San Pedro Bums (1977年)
- Kingston: Confidential (1977年)
- Carter Country (1977年)
- 『私は殺していない』 - The Jordan Chance (1978年)
- The Last Convertible (1979年)
- 『パーキング・ボーイズ』 - Underground Aces (1981年)
- Revenge of the Gray Gang (1981年)
- Chu Chu and the Philly Flash (1981年)
- For Lovers Only (1981年)
- O'Malley (1983年)
- 『ファンタジー・アイランド』 - Fantasy Island (1983年)
- 『ブルーサンダー』 - Blue Thunder (1984年)
- 『ファイヤーワークス』 - This World, Then the Fireworks (1997年)